# Argentinische Fußballnationalmannschaft

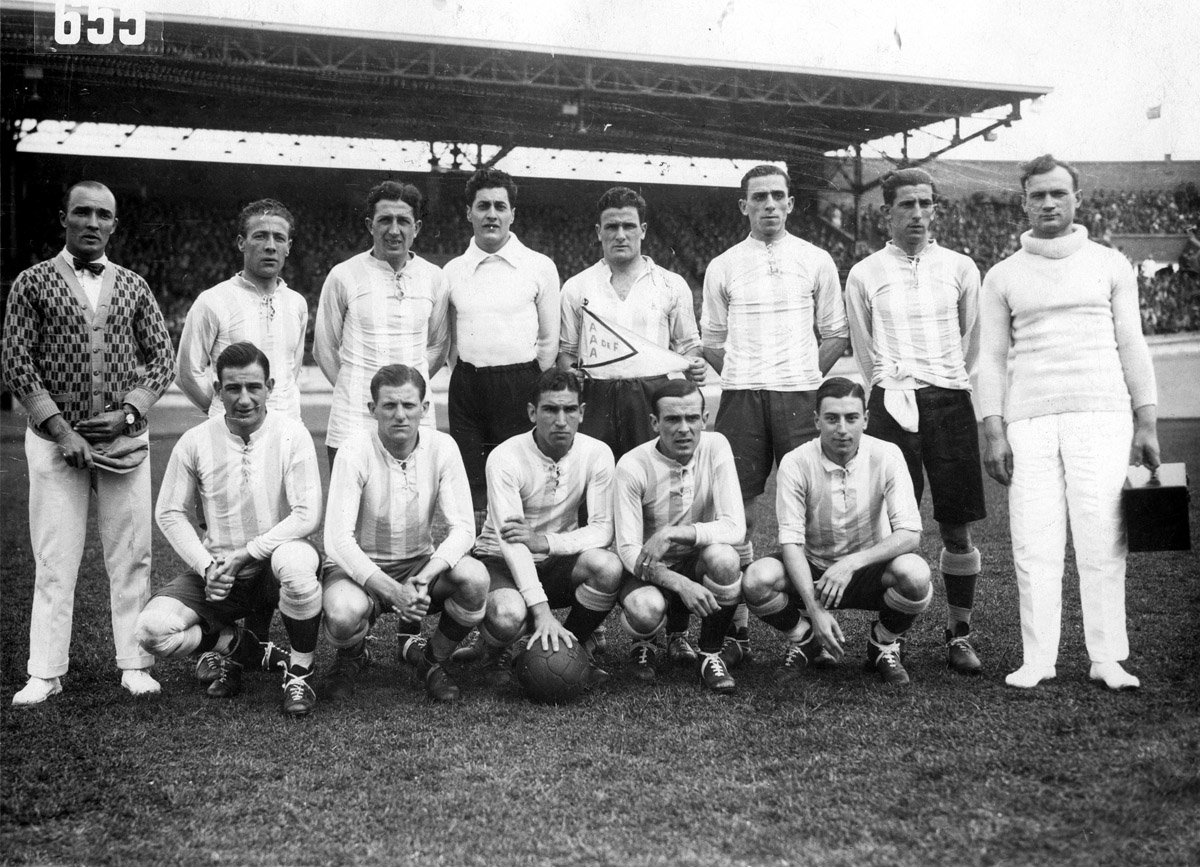
Die Silbermedaillengewinner von 1928

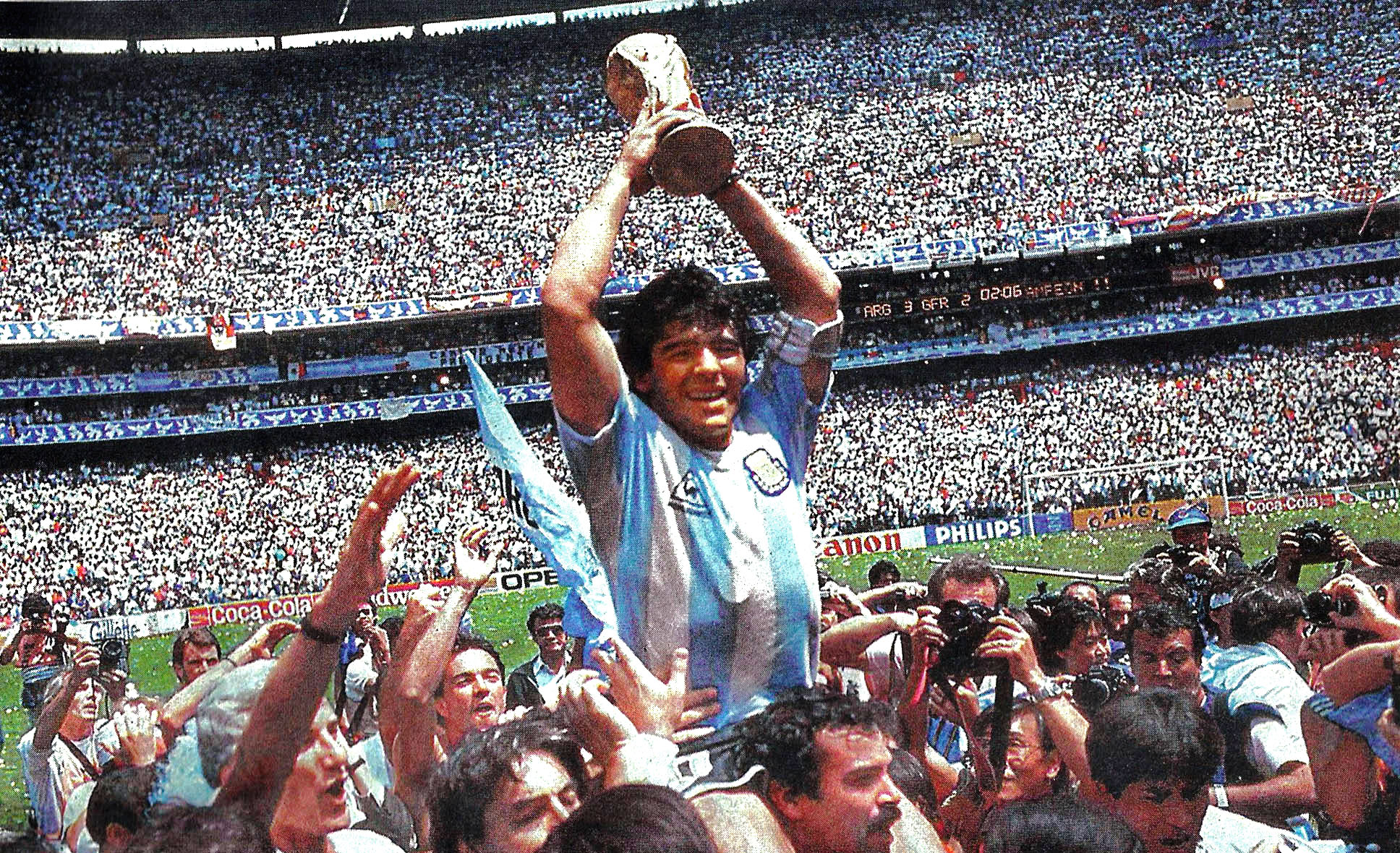
Diego Maradona, 1986

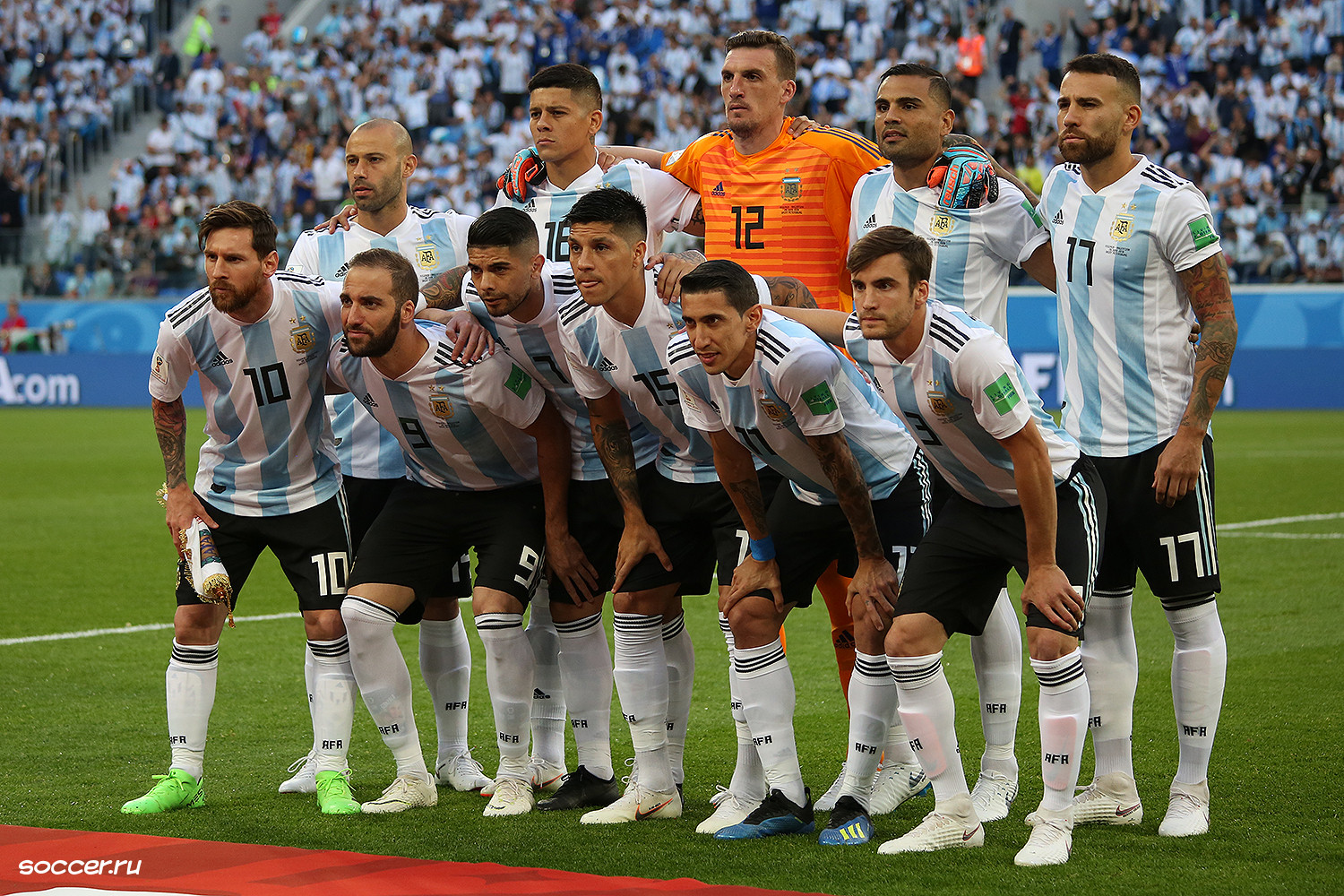
Argentinische Fußballnationalmannschaft 2018

Die argentinische Fußballnationalmannschaft der Männer ist mit drei Weltmeistertiteln (1978, 1986 und 2022) und drei Vize-Weltmeistertiteln (1930, 1990, 2014) eine der erfolgreichsten Fußballnationalmannschaften der Welt. Argentinien gewann 16 mal die Copa América und ist somit die erfolgreichste Mannschaft bei diesem Wettbewerb. Der letzte Titelgewinn bei der Copa América gelang 2024. Die Mannschaft gewann den König-Fahd-Pokal 1992, den Vorläufer des Konföderationen-Pokals. 1928 errang sie bei den Olympischen Spielen die Silbermedaille. Zudem gewann die Olympiaauswahl, in der auch viele A-Nationalspieler standen, 2004 und 2008 die Goldmedaille.
Durch den Sieg bei der Fußball-Weltmeisterschaft 2022 ist die argentinische Mannschaft der amtierende Fußballweltmeister.

## Geschichte
Das erste Länderspiel einer argentinischen Fußballmannschaft fand am 16. Mai 1901 in Montevideo, der Hauptstadt Uruguays, statt und endete 3:2 für Argentinien. Da in der argentinischen Mannschaft nur Spieler standen, die nicht der verantwortlichen Argentina Association Football League angehörten, wurde das Spiel nicht als offizielles Länderspiel anerkannt. Das erste offizielle Länderspiel am 20. Juli 1902 gewannen die Argentinier in Montevideo mit 6:0 gegen Uruguay.
Carlos Edgard Dickinson schoss das erste Tor der argentinischen Fußballgeschichte.
Den ersten von insgesamt 19 offiziellen Titeln holten sie 1921 mit dem Gewinn des Vorläufers der Copa América, der Campeonato Sudamericano. 1910 hatte Argentinien bereits die inoffizielle Südamerikameisterschaft gewonnen. Sie wurden sechszehnmal Sieger der Copa América, dreimal Weltmeister und einmal Konföderation-Pokalsieger (1992, damals König-Fahd-Pokal). Eine mit A-Nationalspielern verstärkte U23-Mannschaft wurde zudem zweimal Olympiasieger (2004 in Athen und 2008 in Peking). Der A-Nationalmannschaft gelang 1928 der Gewinn der olympischen Silbermedaille.
1978 gewannen die Argentinier im eigenen Land zum ersten Mal eine Fußball-Weltmeisterschaft. Diesen Erfolg wiederholten sie 1986 und 2022.

## Bilanzen

### Große Titel
- Weltmeister (3) – 1978, 1986, 2022
- Copa América (16) – 1921, 1925, 1927, 1929, 1937, 1941, 1945, 1946, 1947, 1955, 1957, 1959, 1991, 1993, 2021, 2024
- Konföderationen-Pokal (1) – 1992 (damals König-Fahd-Pokal genannt)
- CONMEBOL-UEFA-Pokal der Champions (2) – 1993, 2022[5]

### Teilnahme an den Olympischen Spielen
Argentinien gewann bei der einzigen Teilnahme der A-Nationalelf an Olympischen Spielen 1928 die Silbermedaille. Ab 1952 nahmen nicht mehr die A-Nationalteams teil, sondern Amateurmannschaften, seit 1992 schließlich erweiterte U-23-Auswahlen. Argentinien nahm insgesamt an sieben olympischen Fußballturnieren teil. Die Olympiaauswahl gewann 2004 und 2008 Gold, 1996 belegte sie den Silberrang. Für das olympische Fußballturnier 2012 konnte sich Argentinien nicht qualifizieren, 2016 und 2020 schied man nach der Vorrunde aus. 2024 schied man im Viertelfinale aus.
| 1908 in London    | nicht teilgenommen, der Verband wurde erst 1912 in die FIFA aufgenommen |
| 1912 in Stockholm | nicht teilgenommen                                                      |
| 1920 in Antwerpen | nicht teilgenommen                                                      |
| 1924 in Paris     | nicht teilgenommen                                                      |
| 1928 in Amsterdam | Silber                                                                  |
| 1936 in Berlin    | nicht teilgenommen                                                      |
| 1948 in London    | nicht teilgenommen                                                      |

### Teilnahme an Fußball-Weltmeisterschaften
Argentinien erreichte bisher 18-mal die WM-Endrunde und scheiterte bisher einmal in der Qualifikation. Dreimal wurde Argentinien Weltmeister, zuletzt im Jahr 2022.
| 1930 in Uruguay                    | Vize-Weltmeister   |
| 1934 in Italien                    | Achtelfinale       |
| 1938 in Frankreich                 | zurückgezogen      |
| 1950 in Brasilien                  | zurückgezogen      |
| 1954 in der Schweiz                | nicht teilgenommen |
| 1958 in Schweden                   | Vorrunde           |
| 1962 in Chile                      | Vorrunde           |
| 1966 in England                    | Viertelfinale      |
| 1970 in Mexiko                     | nicht qualifiziert |
| 1974 in Deutschland                | Zweite Finalrunde  |
| 1978 in Argentinien                | Weltmeister        |
| 1982 in Spanien                    | Zweite Finalrunde  |
| 1986 in Mexiko                     | Weltmeister        |
| 1990 in Italien                    | Vize-Weltmeister   |
| 1994 in den USA                    | Achtelfinale       |
| 1998 in Frankreich                 | Viertelfinale      |
| 2002 in Südkorea/Japan             | Vorrunde           |
| 2006 in Deutschland                | Viertelfinale      |
| 2010 in Südafrika                  | Viertelfinale      |
| 2014 in Brasilien                  | Vize-Weltmeister   |
| 2018 in Russland                   | Achtelfinale       |
| 2022 in Katar                      | Weltmeister        |
| 2026 in Kanada, Mexiko und den USA | qualifiziert       |

### Teilnahme Argentiniens am Konföderationen-Pokal
Argentinien nahm an den beiden ersten Auflagen des FIFA-Konföderationen-Pokals, als er noch König-Fahd-Pokal hieß, teil, erreichte bei jeder der drei Teilnahmen das Finale, gewann aber nur beim ersten Mal den Titel.
| Jahr | Gastgeberland  | Teilnahme bis …    | Letzter Gegner | Ergebnis | Trainer           | Bemerkungen und Besonderheiten                               |
| ---- | -------------- | ------------------ | -------------- | -------- | ----------------- | ------------------------------------------------------------ |
| 1992 | Saudi-Arabien  | Finale             | Saudi-Arabien  | Sieger   | Alfio Basile      | Gabriel Batistuta zusammen mit Bruce Murray Torschützenkönig |
| 1995 | Saudi-Arabien  | Finale             | Dänemark       | Zweiter  | Daniel Passarella |                                                              |
| 1997 | Saudi-Arabien  | nicht qualifiziert |                |          |                   |                                                              |
| 1999 | Mexiko         | nicht qualifiziert |                |          |                   |                                                              |
| 2001 | Südkorea/Japan | nicht qualifiziert |                |          |                   |                                                              |
| 2003 | Frankreich     | nicht qualifiziert |                |          |                   |                                                              |
| 2005 | Deutschland    | Finale             | Brasilien      | Zweiter  | José Pekerman     |                                                              |
| 2009 | Südafrika      | nicht qualifiziert |                |          |                   |                                                              |
| 2013 | Brasilien      | nicht qualifiziert |                |          |                   |                                                              |
| 2017 | Russland       | nicht qualifiziert |                |          |                   |                                                              |
| 1.   |                |                    |                |          |                   |                                                              |

## Rekorde

### Allgemein
Mit 201 Länderspielen gegen Uruguay (wovon die FIFA 183 zählt) führt die argentinische Mannschaft die Liste der häufigsten Länderspielpaarungen an, auf Platz 8 liegen die Spiele Argentiniens gegen Brasilien (101-mal, wovon die FIFA 95 zählt). Von den Weltmeistern bestritt Argentinien die meisten Spiele gegen die anderen Weltmeister, davon aber über die Hälfte gegen Uruguay.
Der höchste Sieg Argentiniens ist auch der höchste Sieg einer südamerikanischen Mannschaft.

### Rekordspieler und Rekordtorschützen
Stand: 9. Juni 2025. Fett: aktive Spieler. Mit 193 Länderspielen ist Lionel Messi zudem südamerikanischer Rekordnationalspieler.
| Nr. | Spiele | Spieler           | Zeitraum   | Tore | Titel                                                |
| --- | ------ | ----------------- | ---------- | ---- | ---------------------------------------------------- |
| 1   | 193    | Lionel Messi      | 2005–aktiv | 112  | Olympiasieger 2008, Copa América 2021, 2024, WM 2022 |
| 2   | 147    | Javier Mascherano | 2003–2018  | 003  | Olympiasieger 2004, 2008                             |
| 3   | 145    | Ángel Di María    | 2008–2024  | 031  | Olympiasieger 2008, Copa América 2021, 2024, WM 2022 |
| 3   | 145    | Javier Zanetti    | 1994–2011  | 005  | Panamerikanische Spiele 1995                         |
| 5   | 126    | Nicolás Otamendi  | 2009–aktiv | 007  | Copa América 2021, 2024, WM 2022                     |
| 6   | 115    | Roberto Ayala     | 1994–2007  | 007  | Olympiasieger 2004, Panamerikanische Spiele 1995     |
| 7   | 106    | Diego Simeone     | 1988–2002  | 010  | Copa América 1991, 1993                              |
| 8   | 101    | Sergio Agüero     | 2006–2021  | 041  | Olympiasieger 2008, Copa América 2021                |
| 9   | 097    | Óscar Ruggeri     | 1983–1994  | 007  | WM 1986, Copa América 1991, 1993                     |
| 10  | 096    | Sergio Romero     | 2009–2018  | 000  | Olympiasieger 2008                                   |
| 11  | 091    | Diego Maradona    | 1977–1994  | 034  | WM 1986                                              |

Mit 112 Länderspieltoren ist Lionel Messi zudem südamerikanischer Rekordtorschütze.
| Nr. | Tore | Spieler           | Zeitraum   | Spiele | Titel als Torschütze                                             |
| --- | ---- | ----------------- | ---------- | ------ | ---------------------------------------------------------------- |
| 1   | 112  | Lionel Messi      | 2005–aktiv | 193    | TSK: Copa América 2021                                           |
| 2   | 056  | Gabriel Batistuta | 1991–2002  | 078    | TSK: Copa América 1991, Copa América 1995, König-Fahd-Pokal 1992 |
| 3   | 041  | Sergio Agüero     | 2006–2021  | 101    |                                                                  |
| 4   | 035  | Hernán Crespo     | 1995–2007  | 064    |                                                                  |
| 5   | 034  | Diego Maradona    | 1977–1994  | 091    |                                                                  |
| 6   | 032  | Gonzalo Higuaín   | 2009–2018  | 075    |                                                                  |
| 6   | 032  | Lautaro Martínez  | 2018–aktiv | 070    | TSK: Copa América 2024                                           |
| 8   | 031  | Ángel Di María    | 2008–2024  | 145    |                                                                  |
| 9   | 024  | Luis Artime       | 1961–1967  | 025    | TSK: Campeonato Sudamericano 1967                                |
| 10  | 022  | Leopoldo Luque    | 1975–1981  | 045    | TSK: Copa América 1975                                           |
| 10  | 022  | Daniel Passarella | 1976–1986  | 070    |                                                                  |

## Kader
- Siehe auch: Kader für die Fußball-Weltmeisterschaft 2022
- Folgende Spieler wurden in den Kader für die WM-Qualifikationsspiele im März 2025 berufen.[8]

| Nr.        | Name                | Geburts- datum | Spiele | Tore | Verein              | Debüt | Letzter Einsatz |     |
| Tor        | Tor                 | Tor            | Tor    | Tor  | Tor                 | Tor   | Tor             | Tor |
| ---------- | ------------------- | -------------- | ------ | ---- | ------------------- | ----- | --------------- | --- |
| 23         | Emiliano Martínez   | 02.09.1992     | 051    | 000  | Aston Villa         | 2021  | 25.03.2025      |     |
| 12         | Gerónimo Rulli      | 20.05.1992     | 006    | 000  | Olympique Marseille | 2018  | 16.10.2024      |     |
| 01         | Walter Benítez      | 19.01.1993     | 001    | 000  | PSV Eindhoven       | 2024  | 27.03.2024      |     |
| Abwehr     |                     |                |        |      |                     |       |                 |     |
| 04         | Leonardo Balerdi    | 26.01.1999     | 006    | 000  | Olympique Marseille | 2019  | 21.03.2025      |     |
| 02         | Juan Foyth          | 12.01.1998     | 018    | 000  | FC Villarreal       | 2018  | 29.03.2023      |     |
| 15         | Facundo Medina      | 28.05.1999     | 005    | 000  | RC Lens             | 2020  | 25.03.2025      |     |
| 16         | Nahuel Molina       | 06.04.1998     | 050    | 001  | Atlético Madrid     | 2021  | 25.03.2025      |     |
| 0          | Gonzalo Montiel     | 01.01.1997     | 036    | 001  | River Plate         | 2019  | 14.11.2024      |     |
|            | Francisco Ortega    | 19.03.1999     | 000    | 000  | Olympiakos Piräus   |       |                 |     |
| 19         | Nicolás Otamendi    | 12.02.1988     | 125    | 007  | Benfica Lissabon    | 2009  | 25.03.2025      |     |
| 06         | Germán Pezzella     | 27.06.1991     | 042    | 003  | River Plate         | 2017  | 10.10.2024      |     |
| 13         | Cristian Romero     | 27.04.1998     | 042    | 003  | Tottenham Hotspur   | 2021  | 25.03.2025      |     |
| 03         | Nicolás Tagliafico  | 31.08.1992     | 069    | 001  | Olympique Lyon      | 2017  | 25.03.2025      |     |
| Mittelfeld |                     |                |        |      |                     |       |                 |     |
| 11         | Thiago Almada       | 26.04.2001     | 008    | 003  | Olympique Lyon      | 2022  | 25.03.2025      |     |
| 0          | Claudio Echeverri   | 02.01.2006     | 000    | 000  | Manchester City     |       |                 |     |
| 08         | Enzo Fernández      | 17.01.2001     | 029    | 005  | FC Chelsea          | 2022  | 25.03.2025      |     |
|            | Alejandro Garnacho  | 01.07.2004     | 008    | 000  | Manchester United   | 2023  | 14.11.2024      |     |
| 11         | Giovani Lo Celso    | 09.04.1996     | 061    | 003  | Betis Sevilla       | 2017  | 19.11.2024      |     |
| 20         | Alexis Mac Allister | 24.12.1998     | 038    | 004  | FC Liverpool        | 2019  | 25.03.2025      |     |
| 14         | Exequiel Palacios   | 11.07.1994     | 034    | 000  | Bayer 04 Leverkusen | 2018  | 25.03.2025      |     |
| 05         | Leandro Paredes     | 29.06.1994     | 072    | 005  | AS Rom              | 2017  | 25.03.2025      |     |
| 07         | Rodrigo de Paul     | 24.05.1994     | 076    | 002  | Atlético Madrid     | 2018  | 25.03.2025      |     |
| 18         | Nicolás Paz         | 08.09.2004     | 002    | 000  | Como 1907           | 2024  | 25.03.2025      |     |
| 22         | Máximo Perrone      | 07.01.2003     | 000    | 000  | Como 1907           |       |                 |     |
| Sturm      |                     |                |        |      |                     |       |                 |     |
| 09         | Julián Álvarez      | 31.01.2000     | 044    | 012  | Atlético Madrid     | 2021  | 25.03.2025      |     |
| 10         | Ángel Correa        | 09.03.1995     | 027    | 003  | Atlético Madrid     | 2019  | 25.03.2025      |     |
|            | Santiago Castro     | 18.09.2004     | 000    | 000  | FC Bologna          |       |                 |     |
| 21         | Benjamín Domínguez  | 19.09.2003     | 000    | 000  | FC Bologna          |       |                 |     |
|            | Paulo Dybala        | 15.11.1993     | 040    | 004  | AS Rom              | 2015  | 10.09.2024      |     |
|            | Alejandro Garnacho  | 01.07.2004     | 008    | 000  | Manchester United   | 2023  | 15.11.2024      |     |
|            | Nicolás González    | 06.04.1998     | 042    | 006  | Juventus Turin      | 2019  | 21.03.2025      |     |
|            | Lautaro Martínez    | 22.08.1997     | 070    | 032  | Inter Mailand       | 2018  | 19.11.2024      |     |
|            | Lionel Messi        | 24.06.1987     | 191    | 112  | Inter Miami         | 2005  | 19.11.2024      |     |
| 17         | Giuliano Simeone    | 18.12.2002     | 003    | 001  | Atlético Madrid     | 2024  | 25.03.2025      |     |

## Länderspiele gegen Auswahlmannschaften aus deutschsprachigen Ländern
Argentinien ist mit 23 Spielen ebenso wie Brasilien häufigster außereuropäischer Gegner der deutschen Mannschaft. Dabei ist zwar die Gesamtbilanz für die Argentinier mit zehn Siegen bei sechs Remis und sieben Niederlagen positiv, in Pflichtspielen aber negativ: ein Sieg, drei Remis (davon eins im Elfmeterschießen verloren) und vier Niederlagen. Beide trafen siebenmal bei Weltmeisterschaften aufeinander – keine Paarung gab es bei WM-Turnieren häufiger – und dabei dreimal im Finale – auch dies ist Rekord.
| Nr. | Datum      | Ort               | Heimmannschaft | Resultat            | Gastmannschaft | Anlass/Besonderheiten                                                                                            |
| --- | ---------- | ----------------- | -------------- | ------------------- | -------------- | --- |
| 01  | 08.06.1958 | Malmö ()          | Argentinien    | 1:3                 | BRD            | WM-Vorrunde |
| 02  | 16.07.1966 | Birmingham ()     | BRD            | 0:0                 | Argentinien    | WM-Vorrunde |
| 03  | 19.07.1966 | Sheffield ()      | Argentinien    | 2:0                 | Schweiz        | WM-Vorrunde |
| 04  | 14.02.1973 | München           | BRD            | 2:3                 | Argentinien    | |
| 05  | 03.07.1974 | Gelsenkirchen ()  | Argentinien    | 1:1                 | DDR            | WM-Zwischenrunde                                                                                                 |
| 06  | 05.06.1977 | Buenos Aires      | Argentinien    | 1:3                 | BRD            | |
| 07  | 12.07.1977 | Buenos Aires      | Argentinien    | 2:0                 | DDR            | |
| 08  | 12.09.1979 | Berlin            | BRD            | 2:1                 | Argentinien    | |
| 09  | 21.05.1980 | Wien              | Österreich     | 1:5                 | Argentinien    | |
| 10  | 16.12.1980 | Córdoba           | Argentinien    | 5:0                 | Schweiz        | |
| 11  | 01.01.1981 | Montevideo ()     | Argentinien    | 2:1                 | BRD            | Mundialito, Argentinien beendete mit dem Sieg Deutschlands längste Serie von Spielen ohne Niederlage (23 Spiele) |
| 12  | 24.03.1982 | Buenos Aires      | Argentinien    | 1:1                 | BRD            | |
| 13  | 01.09.1984 | Bern              | Schweiz        | 0:2                 | Argentinien    | |
| 14  | 12.09.1984 | Düsseldorf        | BRD            | 1:3                 | Argentinien    | 1. Länderspiel Deutschlands unter Teamchef Franz Beckenbauer                                                     |
| 15  | 29.06.1986 | Mexiko-Stadt ()   | Argentinien    | 3:2                 | BRD            | WM-Finale |
| 16  | 16.12.1987 | Buenos Aires      | Argentinien    | 1:0                 | BRD            | |
| 17  | 02.04.1988 | Berlin            | BRD            | 1:0                 | Argentinien    | Vier-Länder-Turnier, Spiel um Platz 3                                                                            |
| 18  | 03.05.1990 | Wien              | Österreich     | 1:1                 | Argentinien    | |
| 19  | 08.05.1990 | Bern              | Schweiz        | 1:1                 | Argentinien    | |
| 20  | 08.07.1990 | Rom ()            | BRD            | 1:0                 | Argentinien    | WM-Finale |
| 21  | 15.12.1993 | Miami ()          | Argentinien    | 2:1                 | Deutschland    | |
| 22  | 17.04.2002 | Stuttgart         | Deutschland    | 0:1                 | Argentinien    | |
| 23  | 09.02.2005 | Düsseldorf        | Deutschland    | 2:2                 | Argentinien    | |
| 24  | 21.06.2005 | Nürnberg          | Deutschland    | 2:2                 | Argentinien    | Confed-Cup Vorrunde                                                                                              |
| 25  | 30.06.2006 | Berlin            | Deutschland    | 1:1 n. V. 4:2 i. E. | Argentinien    | WM-Viertelfinale                                                                                                 |
| 26  | 02.06.2007 | Basel             | Schweiz        | 1:1                 | Argentinien    | |
| 27  | 03.03.2010 | München           | Deutschland    | 0:1                 | Argentinien    | |
| 28  | 03.07.2010 | Kapstadt ()       | Argentinien    | 0:4                 | Deutschland    | WM-Viertelfinale, letztes Länderspiel unter Trainer Diego Maradona                                               |
| 29  | 29.02.2012 | Bern              | Schweiz        | 1:3                 | Argentinien    | |
| 30  | 15.08.2012 | Frankfurt am Main | Deutschland    | 1:3                 | Argentinien    | |
| 31  | 01.07.2014 | São Paulo ()      | Argentinien    | 1:0 n. V.           | Schweiz        | WM-Achtelfinale                                                                                                  |
| 32  | 13.07.2014 | Rio de Janeiro () | Deutschland    | 1:0 n. V.           | Argentinien    | WM-Finale |
| 33  | 03.09.2014 | Düsseldorf        | Deutschland    | 2:4                 | Argentinien    | |
| 34  | 09.10.2019 | Dortmund          | Deutschland    | 2:2                 | Argentinien    | |

## Nationaltrainer
Bisher waren alle Nationaltrainer Argentinier.
| Amtszeit  | Nationaltrainer                                       |
| --------- | ----------------------------------------------------- |
| 1924–1925 | Ángel Vázquez                                         |
| 1927–1928 | José Lago Millán                                      |
| 1929      | Francisco Olazar                                      |
| 1929–1930 | Francisco Olazar und Juan José Tramutola              |
| 1934      | Felipe Pascucci                                       |
| 1935–1937 | Manuel Seoane                                         |
| 1938–1939 | Ángel Fernández Roca                                  |
| 1939–1958 | Guillermo Stábile                                     |
| 1940      | Guillermo Stábile und Carlos Calocero                 |
| 1959      | Victorio Spinetto, José Della Torre und José Barreiro |
| 1959      | José Manuel Moreno                                    |
| 1960      | Guillermo Stábile                                     |
| 1960–1961 | Victorio Spinetto                                     |
| 1961      | José D’Amico                                          |
| 1962      | Juan Lorenzo                                          |
| 1962      | Néstor Rossi                                          |
| 1962      | Jim Lopes                                             |
| 1963      | Horacio Torres                                        |
| 1963      | José D’Amico                                          |
| 1964–1965 | José Minella                                          |
| 1965      | Osvaldo Zubeldía                                      |
| 1966      | Juan Lorenzo                                          |
| 1967      | Jim Lopes                                             |
| 1967      | Carmelo Faraone                                       |
| 1967–1968 | Renato Cesarini                                       |
| 1968      | José Minella                                          |
| 1969      | Humberto Maschio                                      |
| 1969      | Adolfo Pedernera                                      |
| 1970–1972 | Juan José Pizzuti                                     |
| 1972–1973 | Omar Sívori                                           |
| 1973      | Miguel Ignomiriello                                   |
| 1973      | Omar Sívori                                           |
| 1973      | Omar Sívori und Miguel Ignomiriello                   |
| 1973      | Omar Sívori                                           |
| 1974      | Vladislao Cap                                         |
| 1974–1975 | César Luis Menotti                                    |
| 1975      | César Luis Menotti und Miguel Antonio Juárez          |
| 1975–1982 | César Luis Menotti                                    |
| 1979      | Federico Sacchi (Interimstrainer)                     |
| 1983–1990 | Carlos Bilardo                                        |
| 1991–1994 | Alfio Basile                                          |
| 1993      | Reinaldo Merlo (Interimstrainer)                      |
| 1994–1998 | Daniel Passarella                                     |
| 1999–2004 | Marcelo Bielsa                                        |
| 2004–2006 | José Pekerman                                         |
| 2006–2008 | Alfio Basile                                          |
| 2008–2010 | Diego Maradona                                        |
| 2010–2011 | Sergio Batista                                        |
| 2011–2014 | Alejandro Sabella                                     |
| 2014–2016 | Gerardo Martino                                       |
| 2016–2017 | Edgardo Bauza                                         |
| 2017–2018 | Jorge Sampaoli                                        |
| 2018–     | Lionel Scaloni                                        |

## Trikots

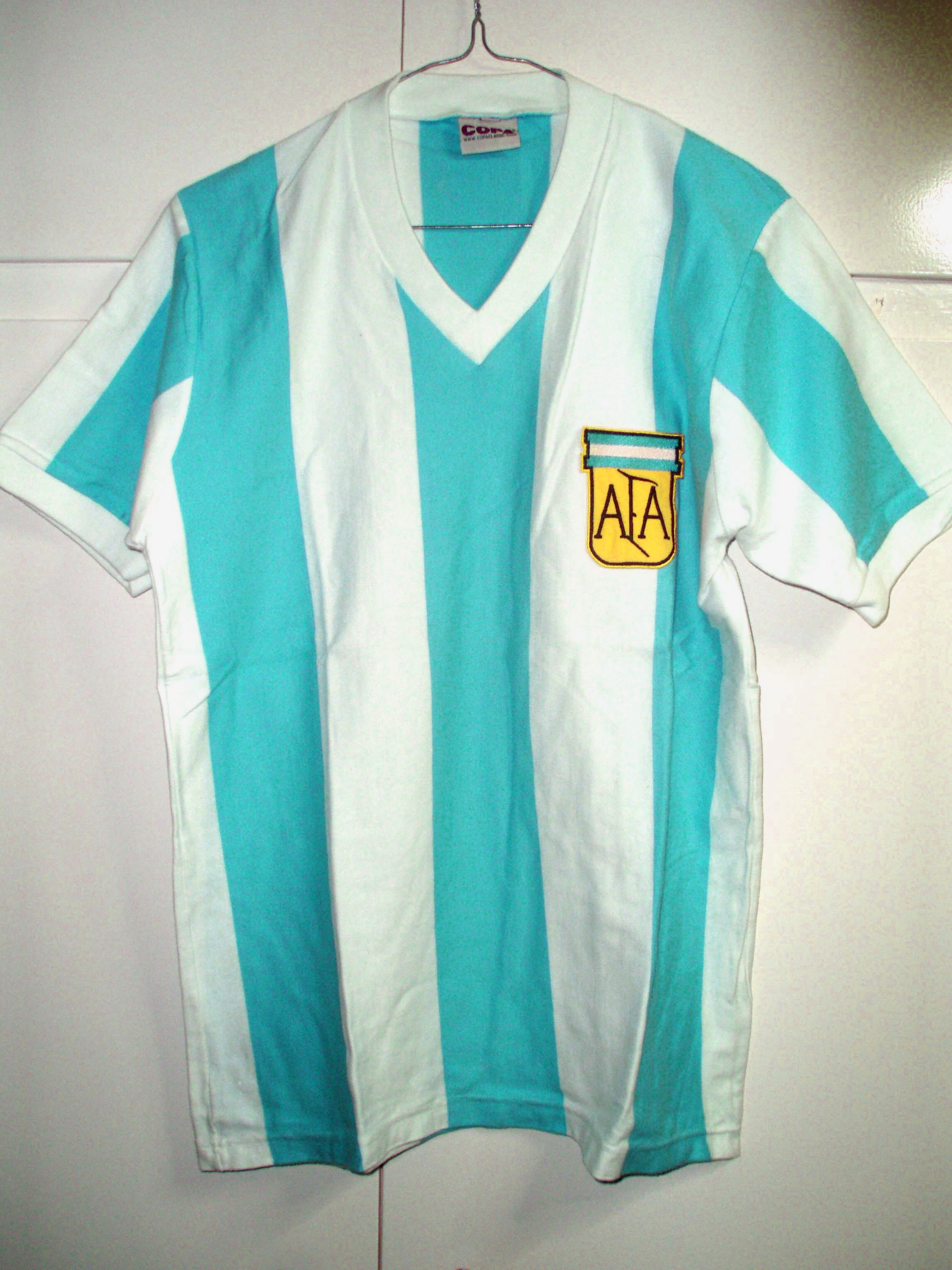
Weltmeisterschaft 1978
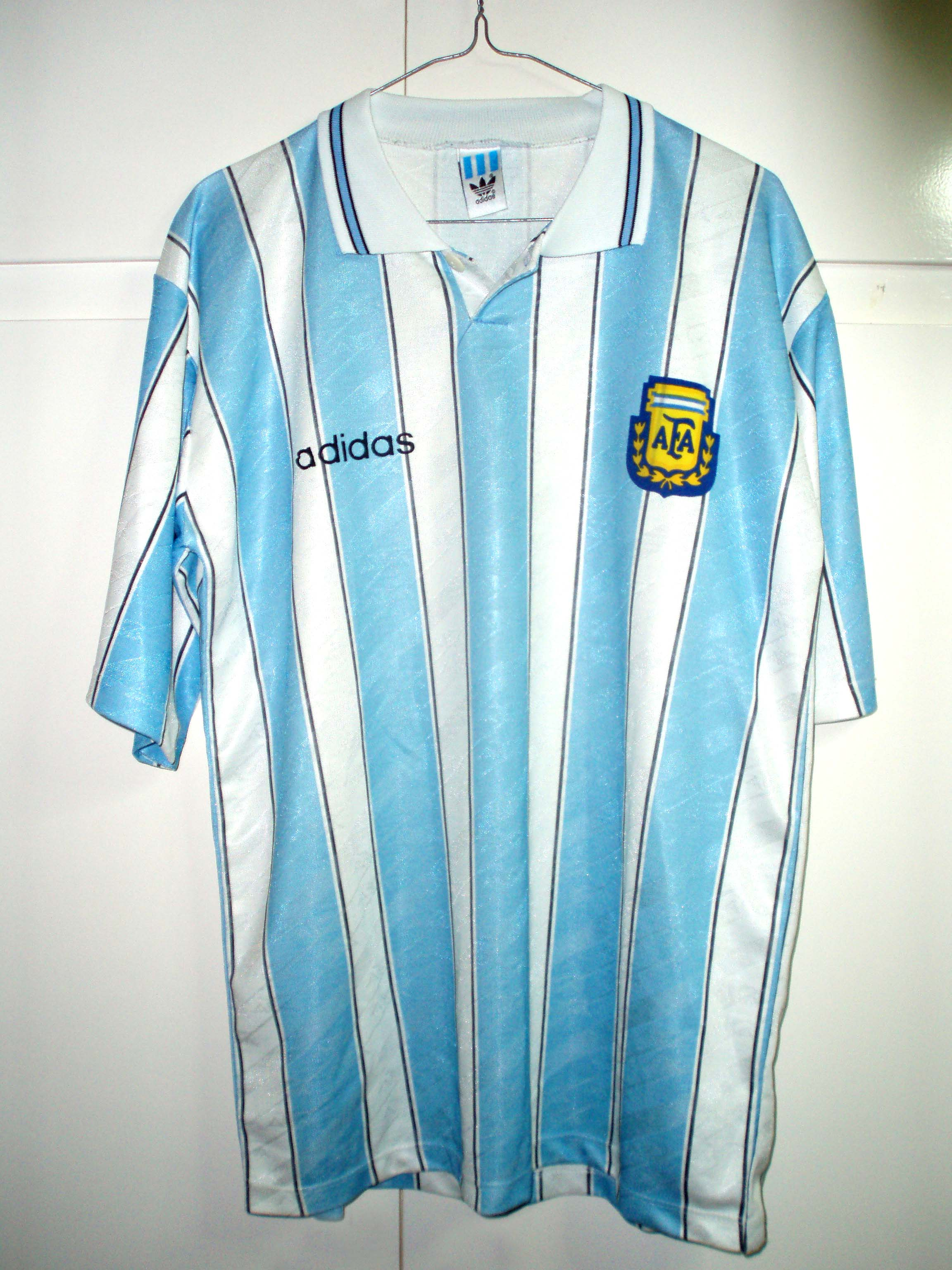
Weltmeisterschaft 1994
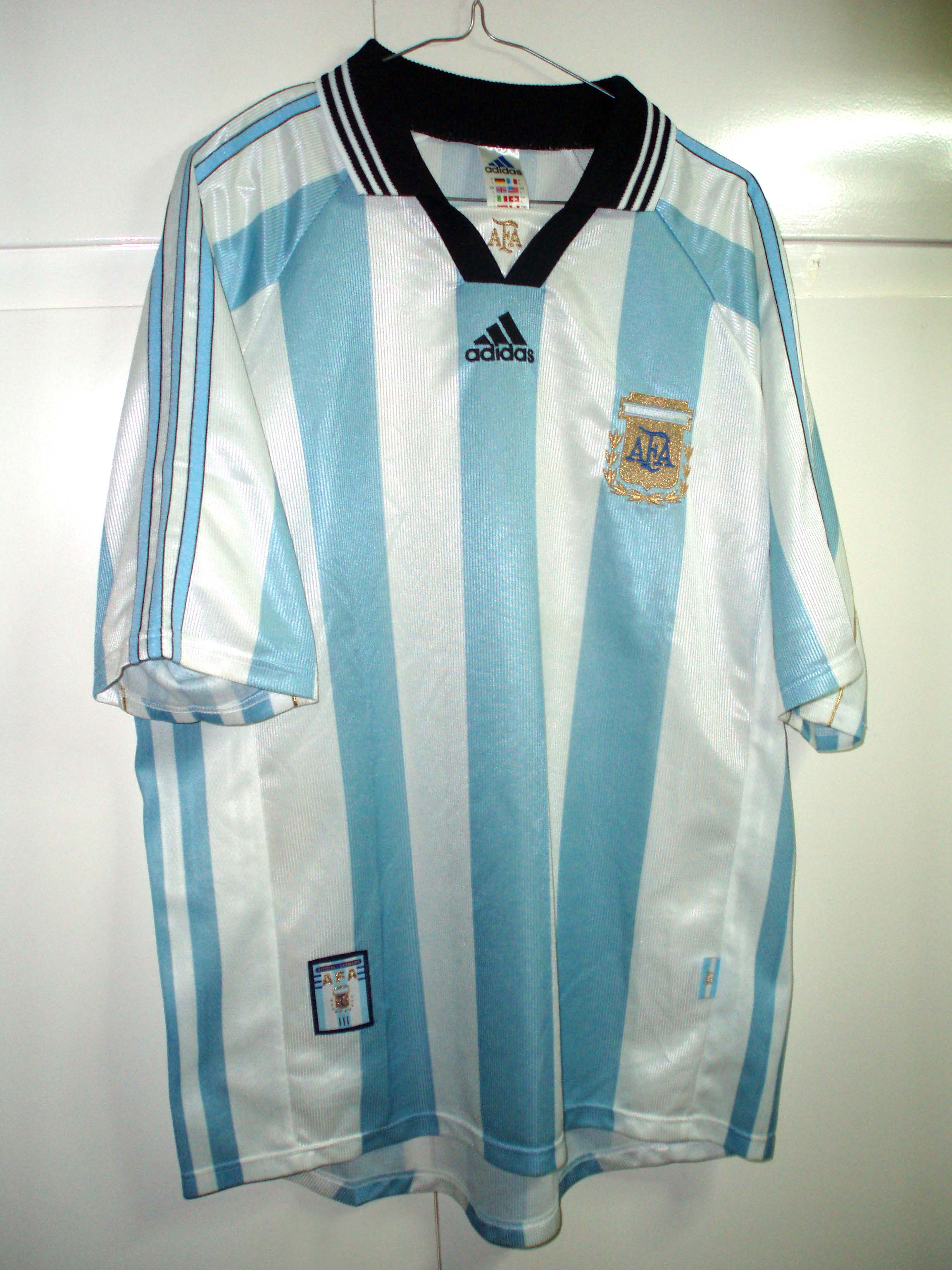
Weltmeisterschaft 1998
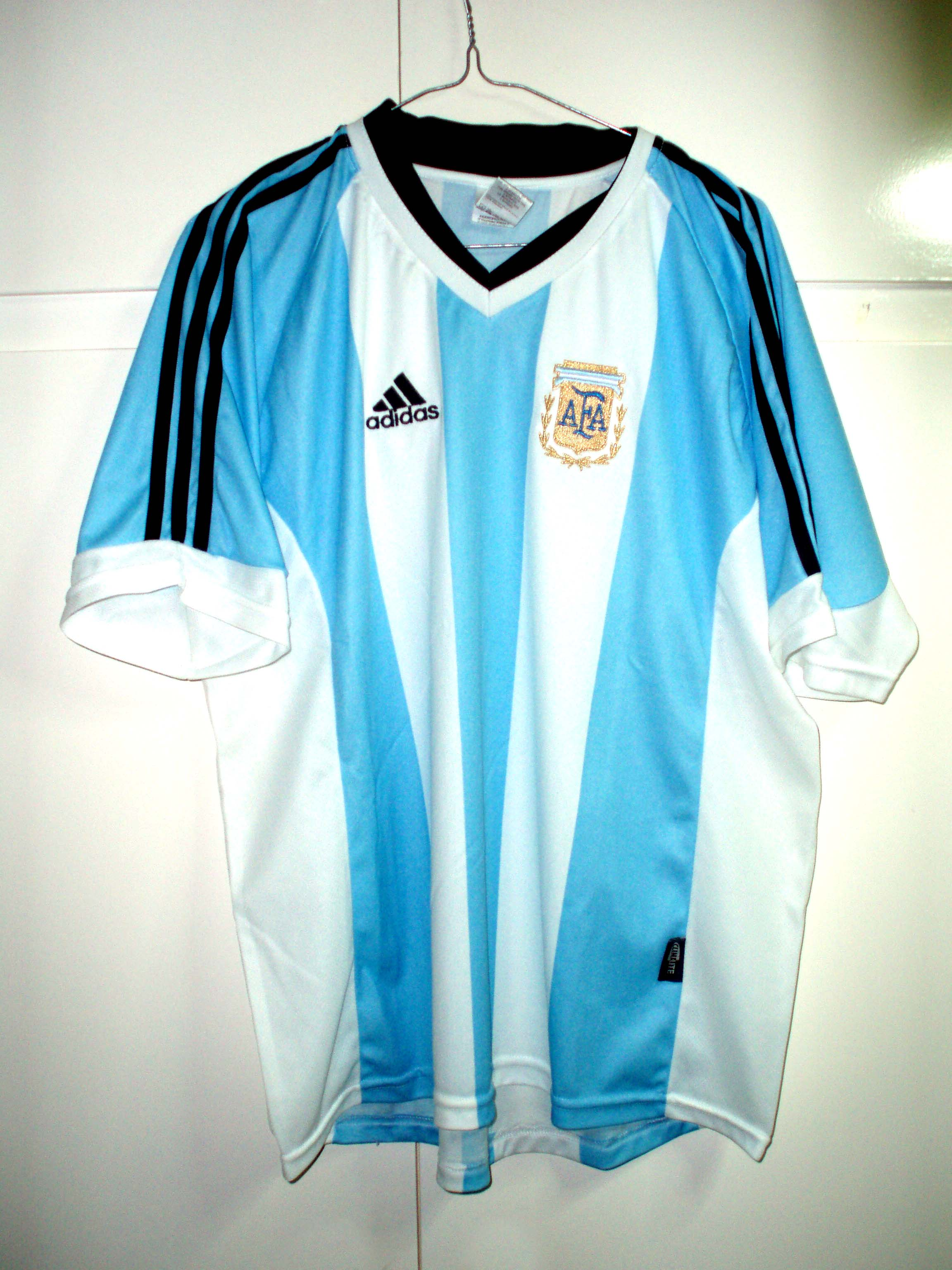
Vor der WM 2002
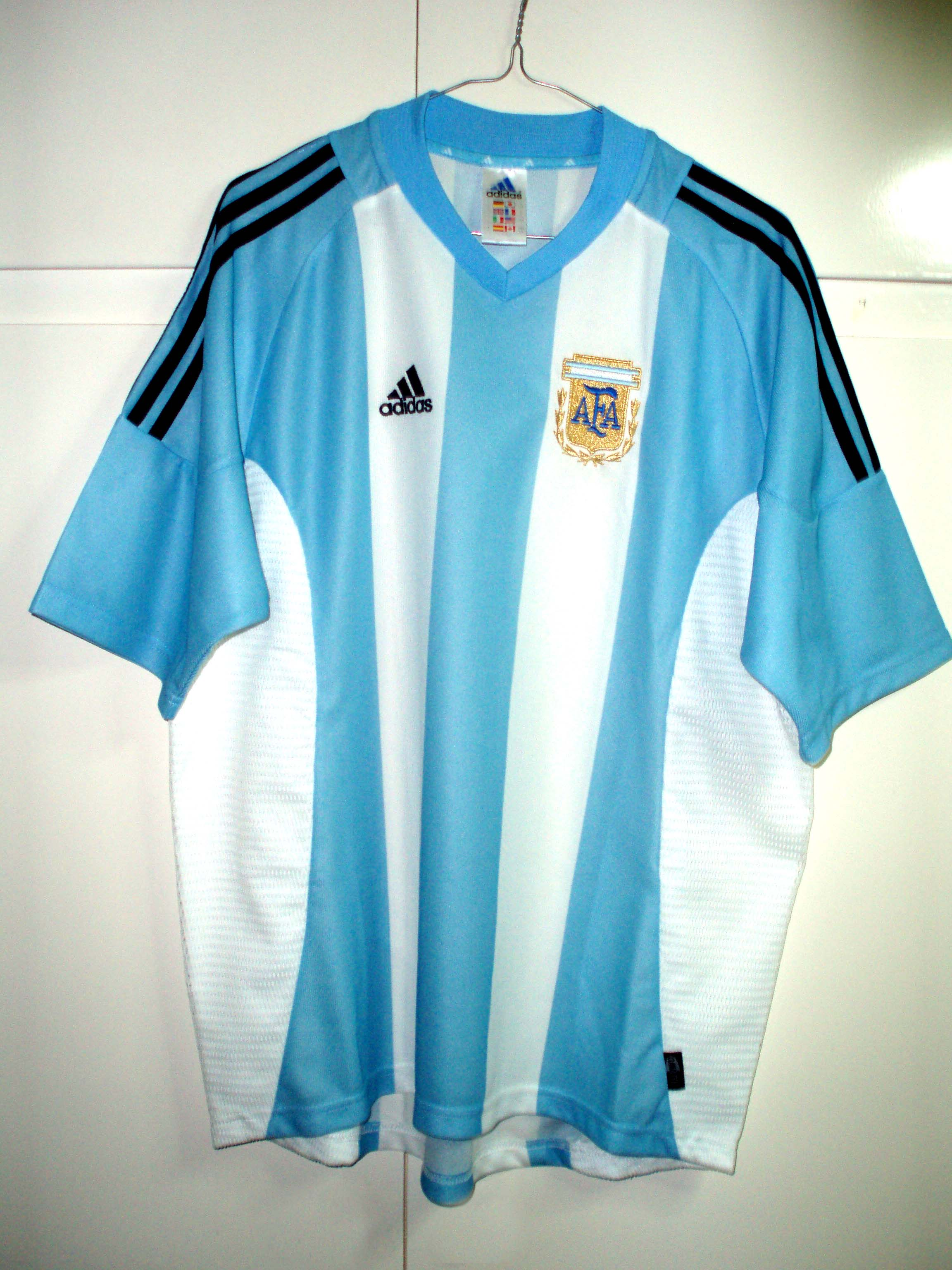
Weltmeisterschaft 2002
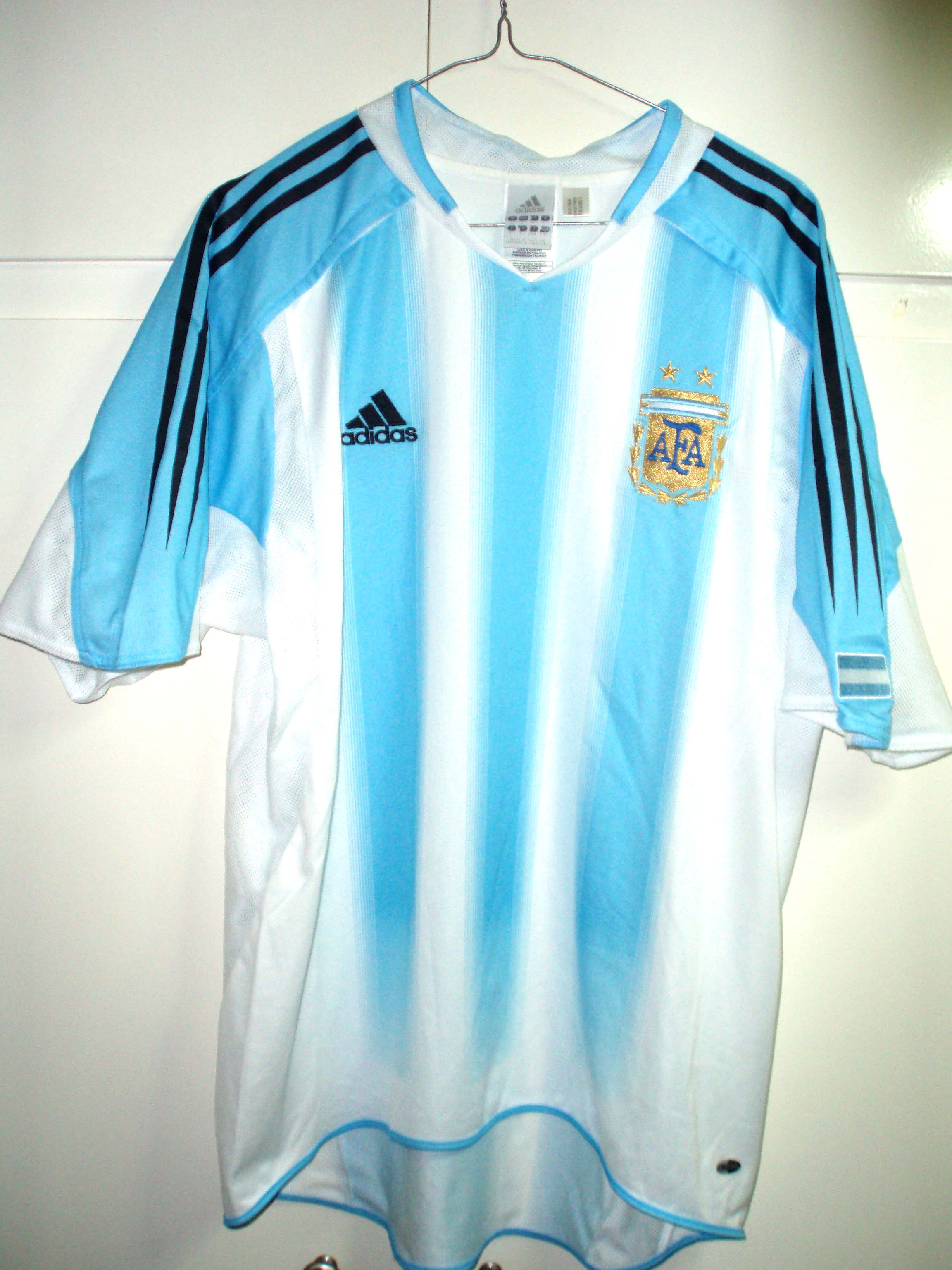
Olympische Spiele 2004
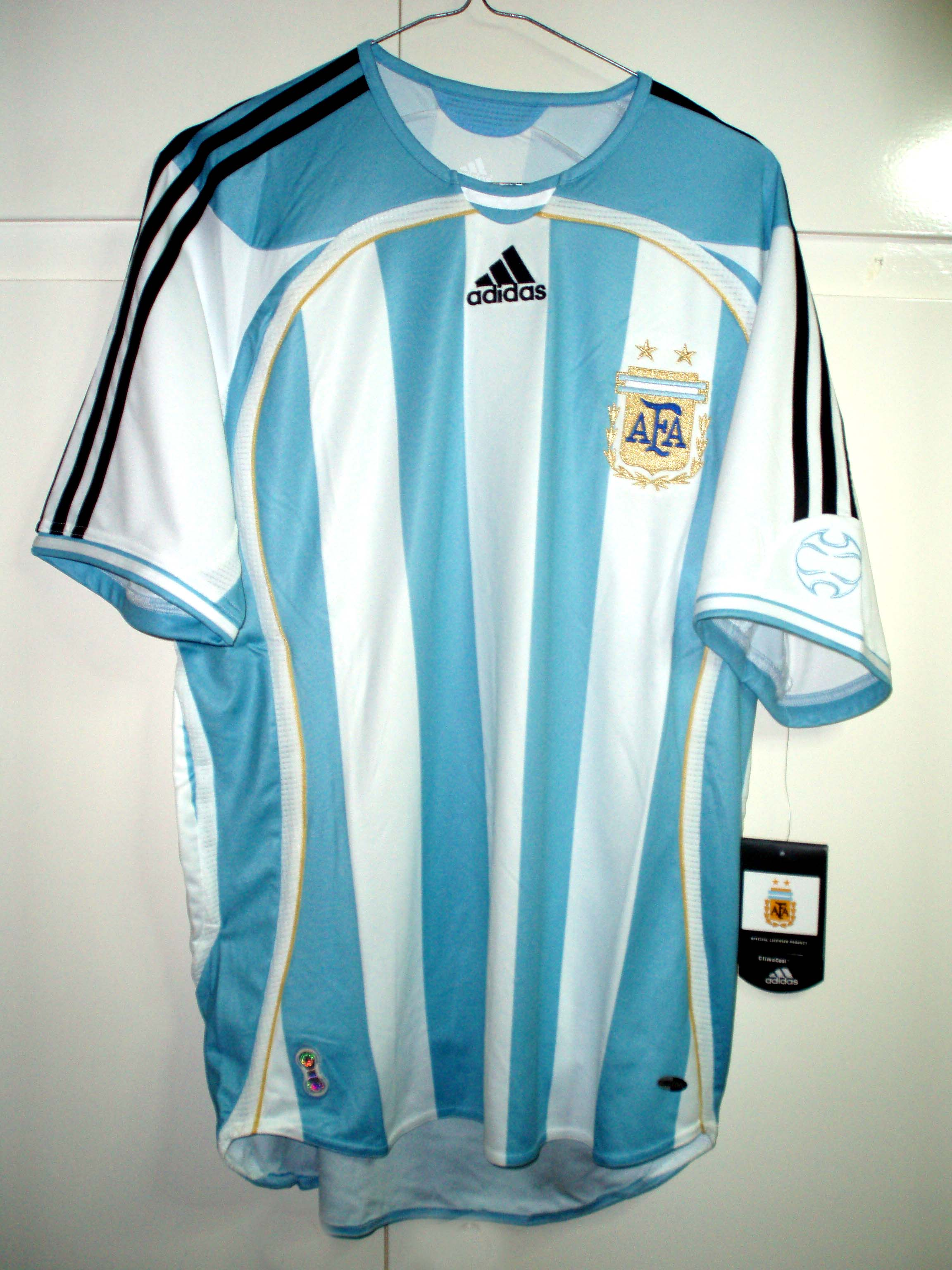
Weltmeisterschaft 2006

Argentinien vergab jahrelang bei Weltmeisterschaften die Rückennummern nicht nach den Spielerpositionen, sondern alphabetisch nach den Spielernamen; erst in den 1980er Jahren, als Diego Maradona die 10 beanspruchte, ging man zum üblichen System über. Später wollte man die Rückennummer 10 zu Ehren Maradonas nicht mehr vergeben. Dies scheiterte allerdings an der FIFA, da diese zur Weltmeisterschaft eine durchlaufende Nummerierung von 1 bis 23 verlangt und somit eine Nichtvergabe der 10 zum Verlust einer Spieler-Nominierung führen würde.

## Elfmeterschießen
Bei Weltmeisterschaften hat Argentinien die meisten Elfmeterschießen bestritten – alle gegen europäische Mannschaften. Dabei verloren die Argentinier nur eins von sieben. Schlechter sieht die Bilanz dagegen bei der Copa América aus: hier wurden fünf von zehn verloren, darunter drei Finale. Zudem verloren sie einmal in einem Freundschaftsspiel. Insgesamt verloren sie somit sieben Elfmeterschießen. Nur Sambia (17 von 35) und Malawi haben mehr Elfmeterschießen verloren. Häufigster Gegner war Brasilien, gegen das eins von fünf Elfmeterschießen gewonnen wurde.
| Datum             | Gegner      | Anlass                            | Ausgang | Erfolgreiche argentinische Schützen                                            | Argentinische Fehlschützen | Erfolgreiche argentinische Torhüter | Besonderheiten                                                             |
| ----------------- | ----------- | --------------------------------- | ------- | ------------------------------------------------------------------------------ | -------------------------- | ----------------------------------- | -------------------------------------------------------------------------- |
| 22. März 1977     | Iran        | 75. Real Madrid Cup               | 4:1     | Bertoni, Benítez, Olguín, Ardiles                                              |                            |                                     |                                                                            |
| 31. August 1977   | Paraguay    | Copa Félix Bogado                 | 1:3     | Bertoni                                                                        | Olguín, Maradona, Ortiz    |                                     |                                                                            |
| 22. Mai 1979      | Niederlande | 75. Geburtstag der FIFA           | 8:7     | Oviedo, Passarella, Houseman, Barbas, Maradona, Gallego, Villaverde, Tarantini | Olguín, Ardiles            |                                     |                                                                            |
| 31. August 1988   | Brasilien   | Freundschaftsspiel in Los Angeles | 2:5     | unbekannt                                                                      | unbekannt                  |                                     |                                                                            |
| 30. Juni 1990     | Jugoslawien | WM-Viertelfinale                  | 3:2     | Serrizuela, Burruchaga, Dezotti                                                | Maradona, Troglio          | Goycochea (2)                       | Stojković schoss an die Latte                                              |
| 3. Juli 1990      | Italien     | WM-Halbfinale                     | 4:3     | Serrizuela, Burruchaga, Olarticoechea, Maradona                                |                            | Goycochea (2)                       | Argentinien verlor anschließend das Finale gegen Deutschland mit 0:1       |
| 24. Februar 1993  | Dänemark    | Artemio Franchi Trophy 1993       | 5:4     | Maradona, Batistuta, Simeone, Mancuso, Saldaña                                 | Caniggia                   | Goycochea (2)                       | Erstes Spiel gegen Dänemark                                                |
| 27. Juni 1993     | Brasilien   | Copa América Viertelfinale        | 6:5     | Gorosito, Simeone, Rodríguez, Acosta, Bello, Borelli                           |                            | Goycochea                           |                                                                            |
| 30. Juni 1993     | Kolumbien   | Copa América Halbfinale           | 6:5     | Gorosito, Batistuta, Simeone, Rodríguez, Acosta, Borelli                       |                            | Goycochea                           |                                                                            |
| 17. Juli 1995     | Brasilien   | Copa América Viertelfinale        | 2:4     | Pérez, Acosta                                                                  | Simeone, Fabbri            | Cristante                           |                                                                            |
| 30. Juni 1998     | England     | WM-Achtelfinale                   | 4:3     | Berti, Verón, Gallardo, Ayala                                                  | Crespo                     | Roa (2)                             |                                                                            |
| 25. Juli 2004     | Brasilien   | Copa América Finale               | 2:4     | González, Sorín                                                                | D’Alessandro, Heinze       |                                     |                                                                            |
| 26. Juni 2005     | Mexiko      | Confed-Cup Halbfinale             | 6:5     | Riquelme, M. Rodríguez, Aimar, Galletti, Sorín, Cambiasso                      |                            | Lux                                 |                                                                            |
| 30. Juni 2006     | Deutschland | WM-Viertelfinale                  | 2:4     | Cruz, M. Rodríguez                                                             | Ayala, Cambiasso           |                                     |                                                                            |
| 16. Juli 2011     | Uruguay     | Copa América Viertelfinale        | 4:5     | Messi, Burdisso, Pastore, Higuaín                                              | Tevez                      |                                     |                                                                            |
| 21. November 2012 | Brasilien   | Copa Roca                         | 3:4     | S. Domínguez, Scocco, Orión                                                    | J. M. Martínez, Montillo   |                                     | Beide Mannschaften traten ohne in Europa tätige Spieler an                 |
| 9. Juli 2014      | Niederlande | WM-Halbfinale                     | 4:2     | Messi, Garay, Agüero, M. Rodríguez                                             |                            | Romero (2)                          | Argentinien verlor anschließend das Finale gegen Deutschland mit 0:1 n. V. |
| 26. Juni 2015     | Kolumbien   | Copa América Viertelfinale        | 5:4     | Messi, Garay, Banega, Lavezzi, Tévez                                           | Biglia, Rojo               | Romero (3)                          |                                                                            |
| 4. Juli 2015      | Chile       | Copa América Finale               | 1:4     | Messi                                                                          | Higuaín, Banega            |                                     |                                                                            |
| 26. Juni 2016     | Chile       | Copa América Finale               | 2:4     | Mascherano, Agüero                                                             | Messi, Biglia              | Romero                              |                                                                            |
| 6. Juli 2021      | Kolumbien   | Copa América Halbfinale           | 3:2     | Messi, Paredes, La. Martínez                                                   | de Paul                    | E. Martínez (3)                     | Argentinien gewann anschließend das Finale gegen Brasilien mit 1:0         |
| 9. Dezember 2022  | Niederlande | WM-Viertelfinale                  | 4:3     | Lionel Messi, Paredes, Gonzalo Montiel, Lautaro Martínez                       | Enzo Fernández             | E. Martínez (2)                     |                                                                            |
| 18. Dezember 2022 | Frankreich  | WM-Finale                         | 4:2     | Messi, Dybala, Paredes, Montiel                                                |                            | E. Martínez                         |                                                                            |
| 4. Juli 2024      | Ecuador     | Copa América Viertelfinale        | 4:2     | Álvarez, Mac Allister, Montiel, Nicolás Otamendi                               | Messi                      | E. Martínez (2)                     |                                                                            |

Quelle: rsssf.org

## Spitznamen
In deutschsprachigen Medien wird die Mannschaft häufig mit dem Spitznamen Gauchos bezeichnet. Dieser ist jedoch in Argentinien selbst nicht gebräuchlich. Dort heißt sie la Albiceleste (die Weiß-Himmelblaue).

## Auszeichnungen
- Die italienische Sportzeitung Gazzetta dello Sport wählte die argentinische Nationalmannschaft in den Jahren 1978 und 1986 zur „Weltmannschaft des Jahres“.
- 2023 erhielt die argentinische Nationalmannschaft den Laureus World Sports Award (Weltmannschaft des Jahres).[15]